# Saudi Arabian Airlines
Saudi Arabian Airlines (الخطوط الجوية العربية السعودية, DMG al-ḫuṭūṭ al-ǧawwiyya al-ʿarabiyya as-saʿūdiyya), von April 1972 bis Juli 1996 nur Saudia (arabisch سعودية), ist eine saudi-arabische Fluggesellschaft mit Sitz in Dschidda und Heimatbasis auf dem Flughafen Dschidda und weiteren Basen in Dammam und Riad. Sie ist eine der größten Fluggesellschaften im Nahen Osten sowie Mitglied der Arab Air Carriers Organization und der Luftfahrtallianz SkyTeam. Heutzutage werden beide Namen verwendet, wobei Saudia als Marketingname genutzt wird.

## Geschichte

### Gründung und erste Jahre

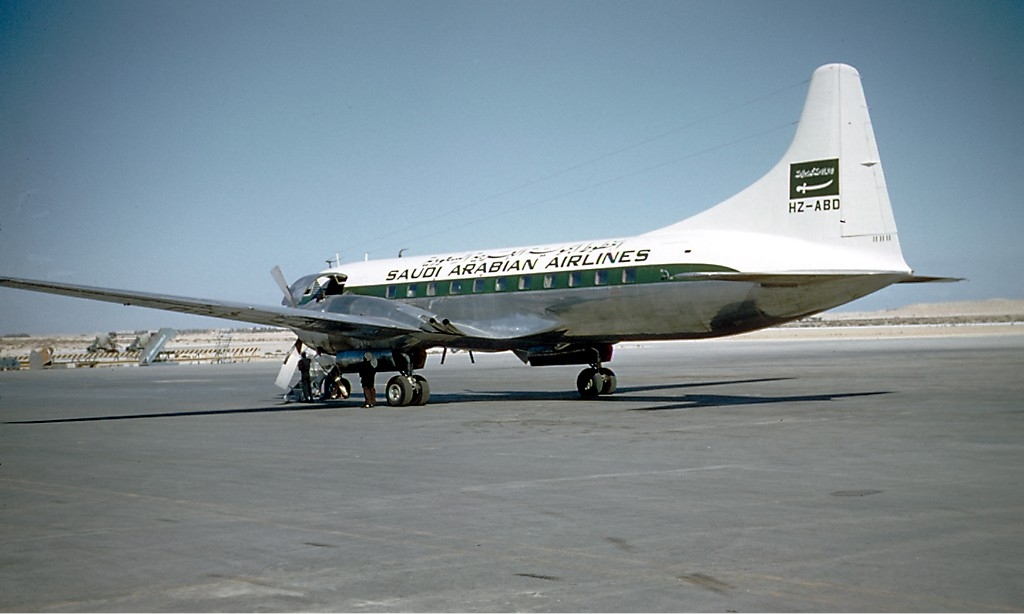
Eine Convair CV-340 der Saudia (1959)

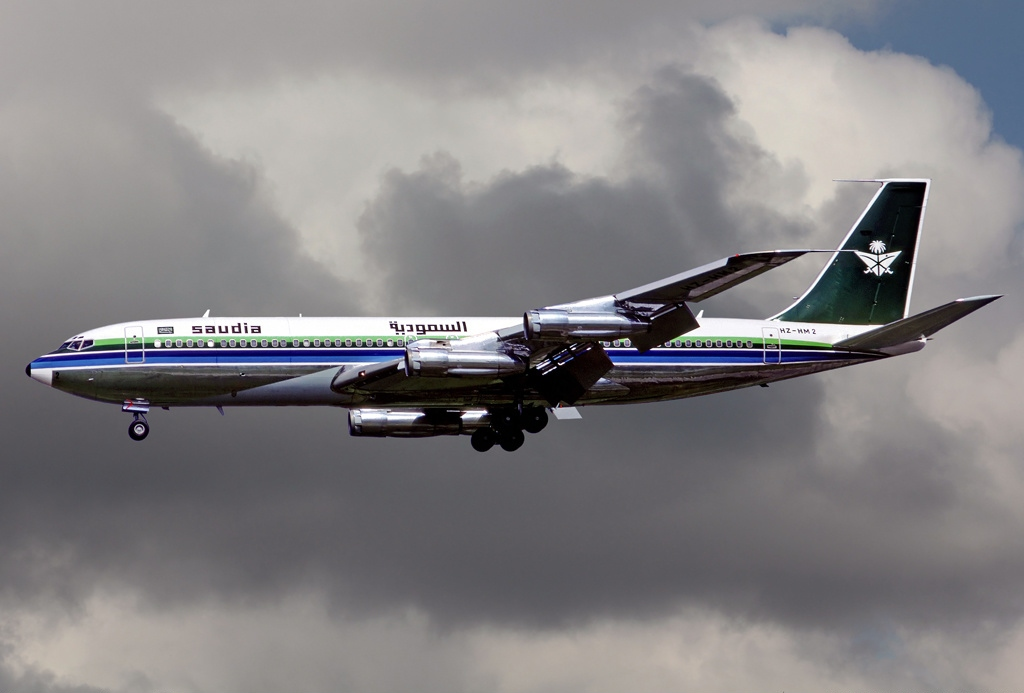
Eine Boeing 707-300C der Saudia (1981)

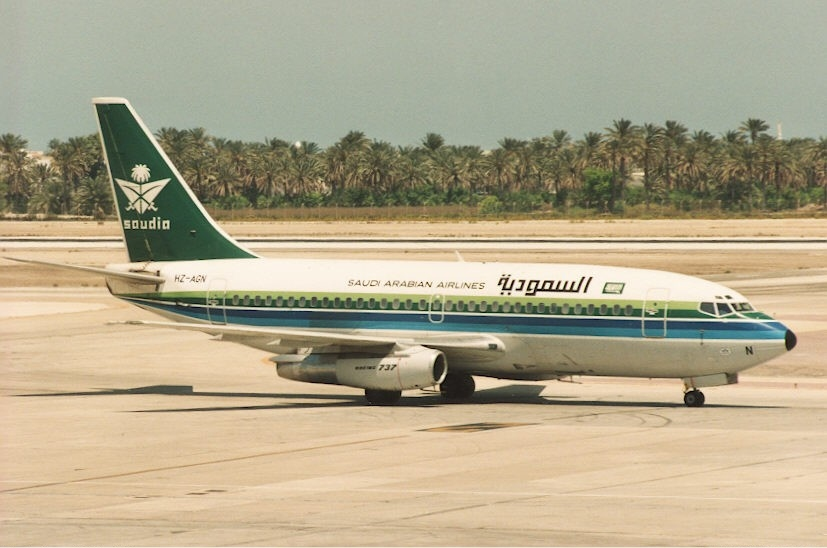
Eine Boeing 737-200 der Saudia (1995)

Saudi Arabian Airlines Corporation wurde im Jahr 1945 gegründet. Am 14. März 1947 wurde der Flugbetrieb mit der Douglas DC-3 aufgenommen und das Streckennetz wurde in den Folgejahren immer größer; Kairo, Beirut und Damaskus kamen als Ziele hinzu. Technische und logistische Hilfe erhielt die Airline durch die US-amerikanische Fluggesellschaft Trans World Airlines.
Im Jahr 1949 kamen die ersten fünf Bristol 170 Freighter zu den vorhandenen drei Douglas DC-3 hinzu. Mit der Bristol 170 war es möglich, sowohl Passagiere als auch Fracht während eines Fluges zu transportieren.
Während der 1950er Jahre erhielt Saudi Arabian Airlines fünf Douglas DC-4 und zehn Convair CV-340. Außerdem konnte das Streckennetz auf die Städte Istanbul, Karatschi, Amman, Kuwait, Asmara und Port Sudan ausgeweitet werden. Auch die wichtige nationale Route zwischen Dschidda und Riad wurde in dieser Zeit eröffnet.

### Das Jet-Zeitalter
Im Jahr 1961 kaufte die Fluggesellschaft mit der Boeing 720B das erste Düsenflugzeug, das im April 1962 den ersten Einsatz für Saudi Arabian Airlines hatte. Damit war sie die erste Fluggesellschaft im Nahen Osten, die ein Düsenflugzeug flog.
Später ergänzten die DC-9 und die Boeing 707 die Flotte. Das Streckennetz wurde um die Ziele Sharjah, Teheran, Khartum, Dubai, Bombay (heute Mumbai), Tunis, Rabat, Tripolis und die europäischen Ziele Genf, Frankfurt und London erweitert.
Mit Beginn der 1970er-Jahre gab es einige Veränderungen bei der Fluggesellschaft. Der Name wurde in „Saudia“ geändert und ein neues Erscheinungsbild eingeführt. Im Jahr 1975 kamen zwei Lockheed L-1011 TriStar als erste Großraumflugzeuge zur Flotte hinzu. Mit diesen beiden eröffnete die Gesellschaft den Arabian Express zwischen Riad und Dschidda. Die Verbindung zwischen Riad und Dhahran kam hinzu. Der Pendelverkehr zwischen den Städten erfolgte im Shuttle-Betrieb. Die Passagiere konnten zum Abflug ohne Reservierung an Bord gehen. Buchungen wurden nur für die erste Klasse entgegengenommen. Sonst galt der Grundsatz: „Wer zuerst kommt, fliegt zuerst“.
Es folgte als Ersatz für die DC-9 die Boeing 737 und im Juni 1977 die erste Boeing 747. Auch die Fairchild F-27 ergänzte die Flotte. Als neue Ziele wurden Rom, Paris, Maskat, Kano und Stockholm angeflogen.
In den 1980er Jahren setzte Saudi Arabian Airlines seine sehr vorsichtige, aber sehr erfolgreiche Expansion fort und das Streckennetz wuchs. So kamen unter anderem New York, aber auch neue Ziele in Europa, Afrika und Asien dazu. Die Flotte wurde durch Airbus A300-600, Fokker F28 und Cessna Citation erweitert.

### Entwicklung seit den 1990er-Jahren

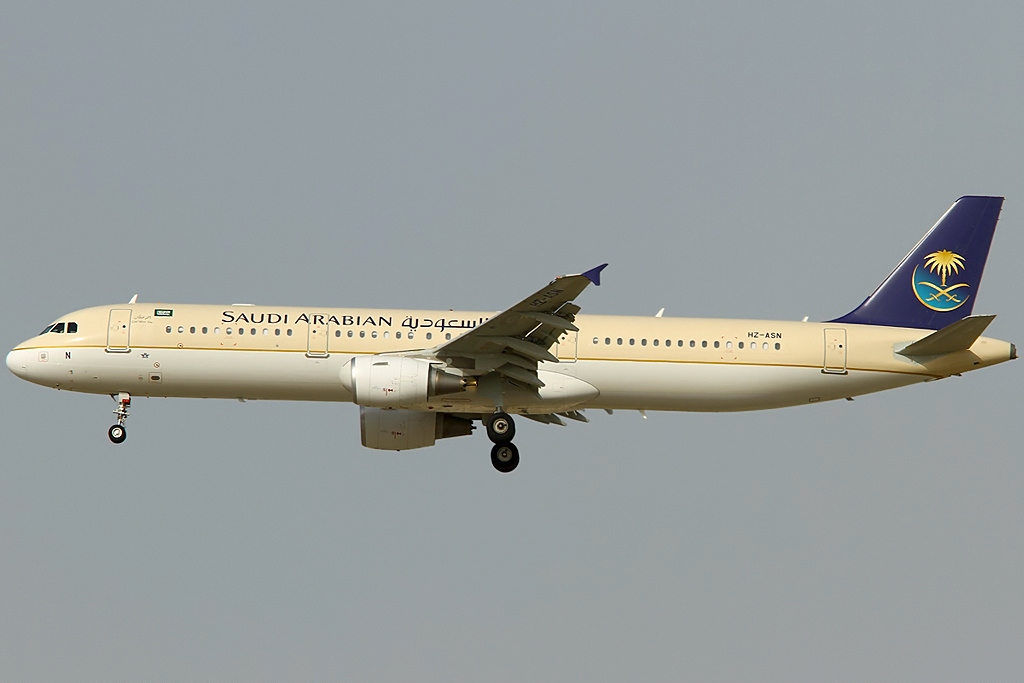
Ein Airbus A321 der Saudia

Zu Beginn der 1990er-Jahre rang sich die Gesellschaft zu einer Flottenerneuerung durch. Dieses aussichtsreiche und lukrative Geschäft führte zu großen Bemühungen der Flugzeugbauer in Europa und Nordamerika. Diesen Wettkampf gewann am Ende Boeing. Mit der Lieferung von McDonnell Douglas MD-90 und dem Frachtflugzeug MD-11F im Jahr 1997 wurde auch ein neues Erscheinungsbild eingeführt und der Name wieder in Saudi Arabian Airlines geändert. Außerdem wurde Anfang 1998 die Boeing 777 als Ersatz für die Lockheed L-1011 TriStar eingeführt.
Am 11. Dezember 2007 unterzeichnete man einen Vertrag über den Kauf von 22 Airbus A320-200 und acht Optionen für diesen Typ. Des Weiteren sollen jeweils weitere zehn A320 von GECAS und GulfOne geleast werden. Die Auslieferung begann ab 2009, wobei die ersten direkt bestellten Flugzeuge ab 2012 ausgeliefert wurden. Ab diesem Zeitpunkt ersetzten sie die McDonnell Douglas MD-90 und von anderen Fluggesellschaften geleaste A320.

### Gegenwart
Am 10. Januar 2011 wurde bekannt gegeben, dass Saudi Arabian Airlines 2012 als erste Fluggesellschaft des Nahen Ostens der Luftfahrtallianz SkyTeam beitreten wird. Dieser Beitritt erfolgte dann ein gutes Jahr später am 29. Mai 2012.
Seit Mai 2012 trägt die Gesellschaft parallel zum dann erfolgten Beitritt zu SkyTeam wieder ihren früheren Namen Saudia.
Im Juni 2015 wurde an der Pariser Luftfahrtschau bekannt, dass Saudia als erste Fluggesellschaft 20 Flugzeuge der neuen Airbus A330-300 Regional bestellt hat.
Saudia ging am 1. August 2016 außerhalb der Allianz SkyTeam eine Abmachung zum Codesharing mit Oman Air ein.
Im November 2018 gab Saudia bekannt in 22 Narrowbody Flugzeuge (7 A320neo sowie 15 A321LR), welche hauptsächlich auf den Routen nach Europa eingesetzt werden, mit Full-Flat-Sitzen in der Business Class auszustatten.
Anfang Oktober 2023 gab die Gesellschaft bekannt, dass man ab 2025 aufgrund der Gründung der neuen staatlichen Fluggesellschaft Saudi-Arabiens, Riyadh Air, nur noch ab Jeddah fliegen werde.

## Bordservice
Aus religiösen Gründen sind bei Saudia weder alkoholische Getränke noch Schweinefleisch an Bord erhältlich. In einigen der größeren Flugzeuge gibt es einen Gebetsbereich.

## Flugziele
Mit Stand Juni 2017 flog Saudia Ziele im Nahen und Fernen Osten sowie in Afrika, Nordamerika und Europa an.
Im deutschsprachigen Raum wurden Frankfurt, München und Genf (saisonal), ab Mitte Juni 2018 wird auch Wien aus Jeddah und Riad angeflogen.
Die Verbindungen nach Frankfurt, München, Wien und Genf werden, wie auch die meisten anderen europäischen Ziele, in den Wintermonaten mit Flugzeugen der Airbus-A320-Familie bedient. Dem gegenüber stehen die Sommermonate, wenn sich in den arabischen Ländern viele Menschen in die kühleren europäischen Länder begeben. Oftmals werden dann Maschinen wie der Airbus A330 oder die Boeing 777 eingesetzt, um die große Anzahl an Passagieren zu bewältigen.

## Flotte

### Aktuelle Flotten

#### Saudia

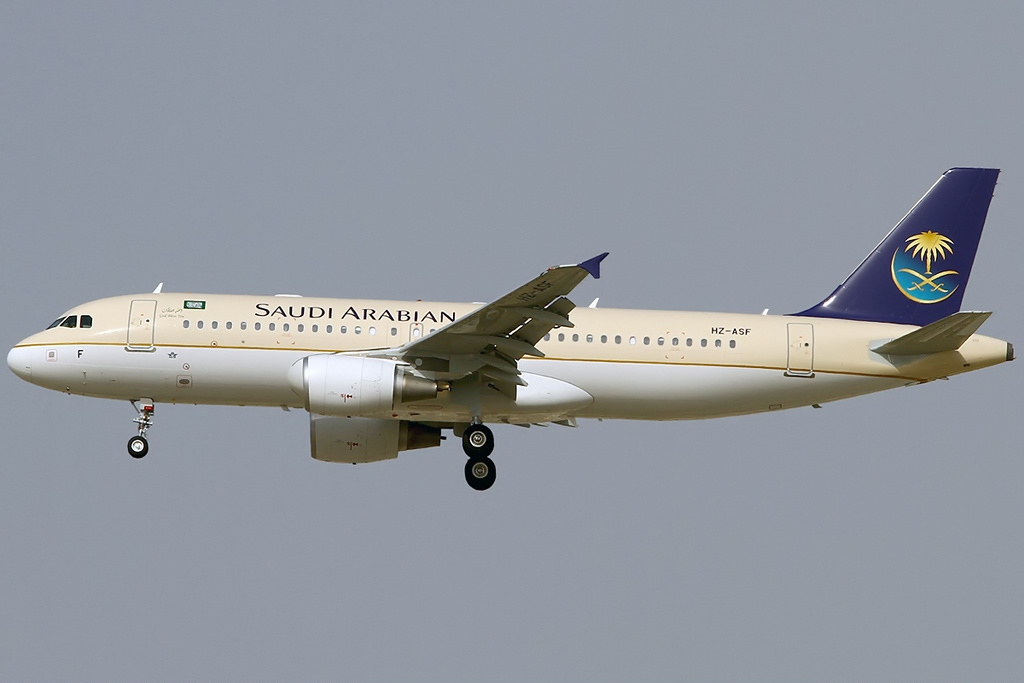
Airbus A320-200 der Saudia

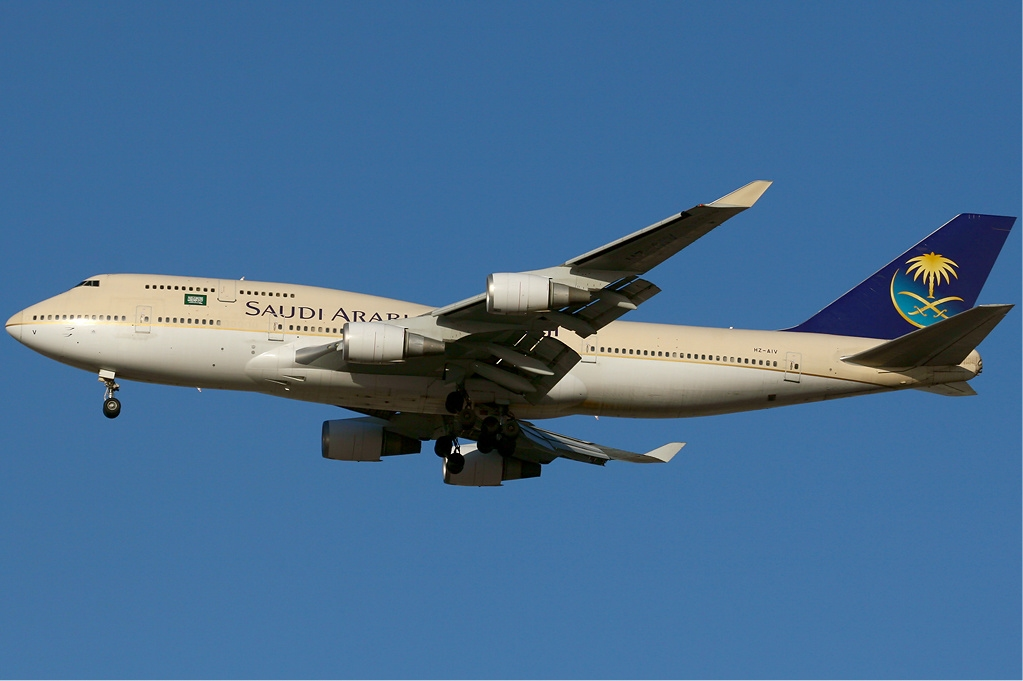
Boeing 747-400 der Saudia

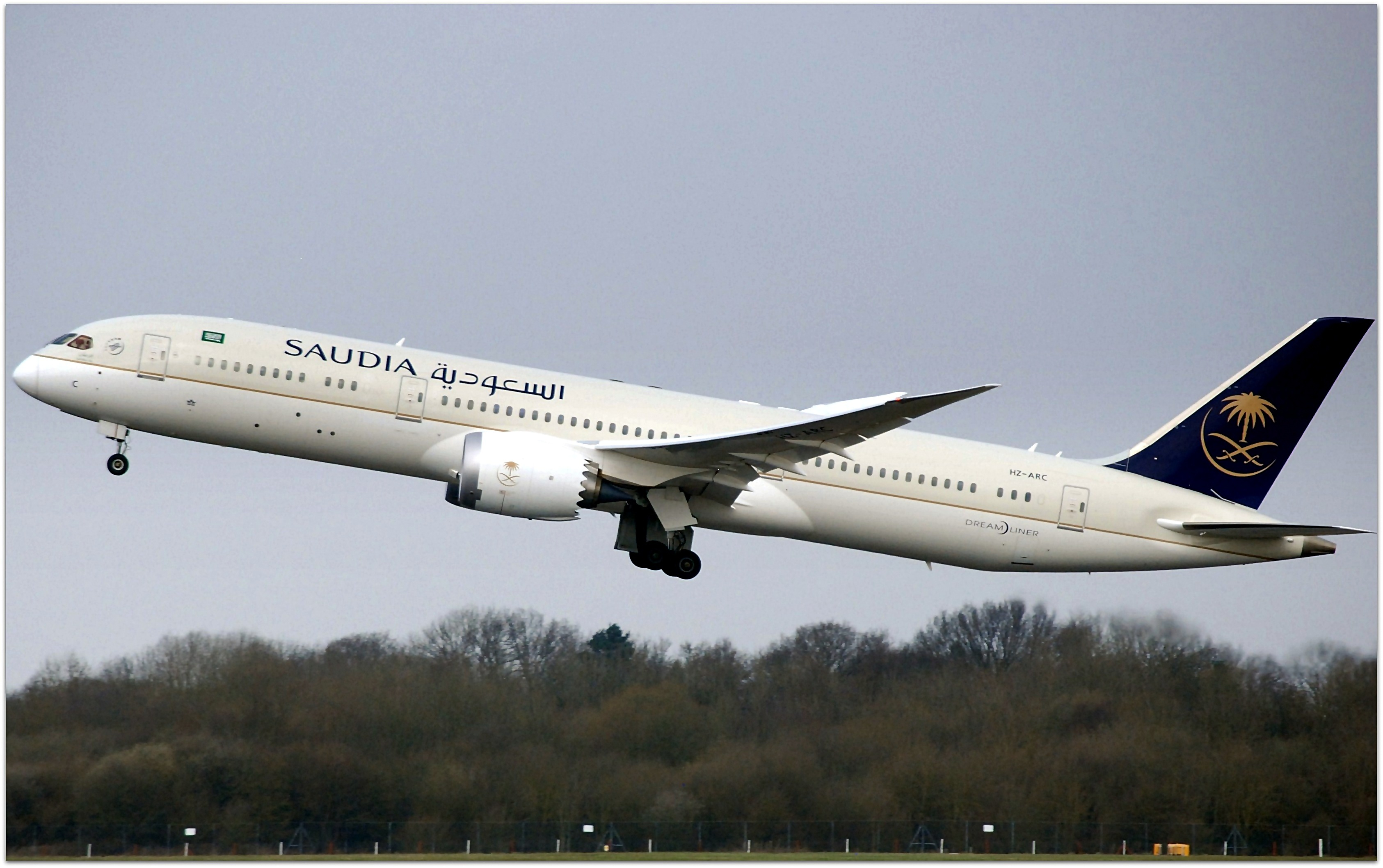
Boeing 787-9 der Saudia

Mit Stand Mai 2024 besteht die Flotte der Saudia – ohne die weiter unten aufgeführten Tochtergesellschaften – aus 163 Flugzeugen mit einem Durchschnittsalter von 9,2 Jahren:
| Flugzeugtyp              | Anzahl | bestellt | Anmerkungen                                                                              | Sitzplätze (First/Business//Eco)                                  | Durchschnittsalter |
| ------------------------ | ------ | -------- | ---------------------------------------------------------------------------------------- | ----------------------------------------------------------------- | ------------------ |
| Airbus A320-200          | 037    |          | einer inaktiv; 30 mit Sharklets ausgestattet                                             | 110 (-/20/90) 132 (-/12/120) 144 (-/12/132)                       | 7,8 Jahre          |
| Airbus A320neo           |        | 022      | Der Auftrag wird zwischen Saudia und der Tochtergesellschaft Flyadeal aufgeteilt         | – Offen –                                                         |                    |
| Airbus A321-200          | 015    |          | zwei inaktiv                                                                             | 165 (-/20/145)                                                    | 12,4 Jahre         |
| Airbus A321neo           | 07     | 107      | Der Auftrag wird zwischen Saudia und der Tochtergesellschaft Flyadeal aufgeteilt         | 165 (-/20/145)                                                    | 0,6 Jahre          |
| Airbus A321XLR           |        | 015      |                                                                                          | – Offen –                                                         |                    |
| Airbus A330-200          | 01     |          | betrieben von Wamos Air                                                                  |                                                                   | 15,2 Jahre         |
| Airbus A330-300          | 017    |          | zwei inaktiv; betrieben von Wamos Air                                                    | 288 (-/36/252) 298 (-/36/262)                                     | 10,2 Jahre         |
| Airbus A330-300 Regional | 019    |          | einer inaktiv                                                                            | 330 (-/30/300)                                                    | 10,2 Jahre         |
| Boeing 747-400           | 02     |          | betrieben durch Air Atlanta Europe                                                       |                                                                   | 25,5 Jahre         |
| Boeing 747-400BDSF/ERF/F | 03     |          | eine inaktiv; Frachtflugzeuge der Saudia Cargo; betrieben durch Air Atlanta Europe       | Cargo                                                             | 25,5 Jahre         |
| Boeing 777F              | 04     |          |                                                                                          | Cargo                                                             | 8,8 Jahre          |
| Boeing 777-300ER         | 037    |          | zwei inaktiv; zwei als VIP-Flugzeuge ausgestattet; zwei von Air Atlanta Europe betrieben | 290 (12/36/242) 305 (24/36/245) 381 (-/30/351) 413 (-/30/383) VIP | 9,7 Jahre          |
| Boeing 787-9             | 013    | 39       | einer inaktiv                                                                            | 298 (-/24/274)                                                    | 7,3 Jahre          |
| Boeing 787-10            | 08     | 39       |                                                                                          | 357 (-/24/333)                                                    | 3,5 Jahre          |
| Gesamt                   | 163    | 183      |                                                                                          |                                                                   | 9,2 Jahre          |

Während der Haddsch-Saison mietet Saudia regelmäßig in größerem Umfang Flugzeuge von anderen Gesellschaften an, um die große Menge an Pilgern bewältigen zu können.

#### Saudi Arabian Government

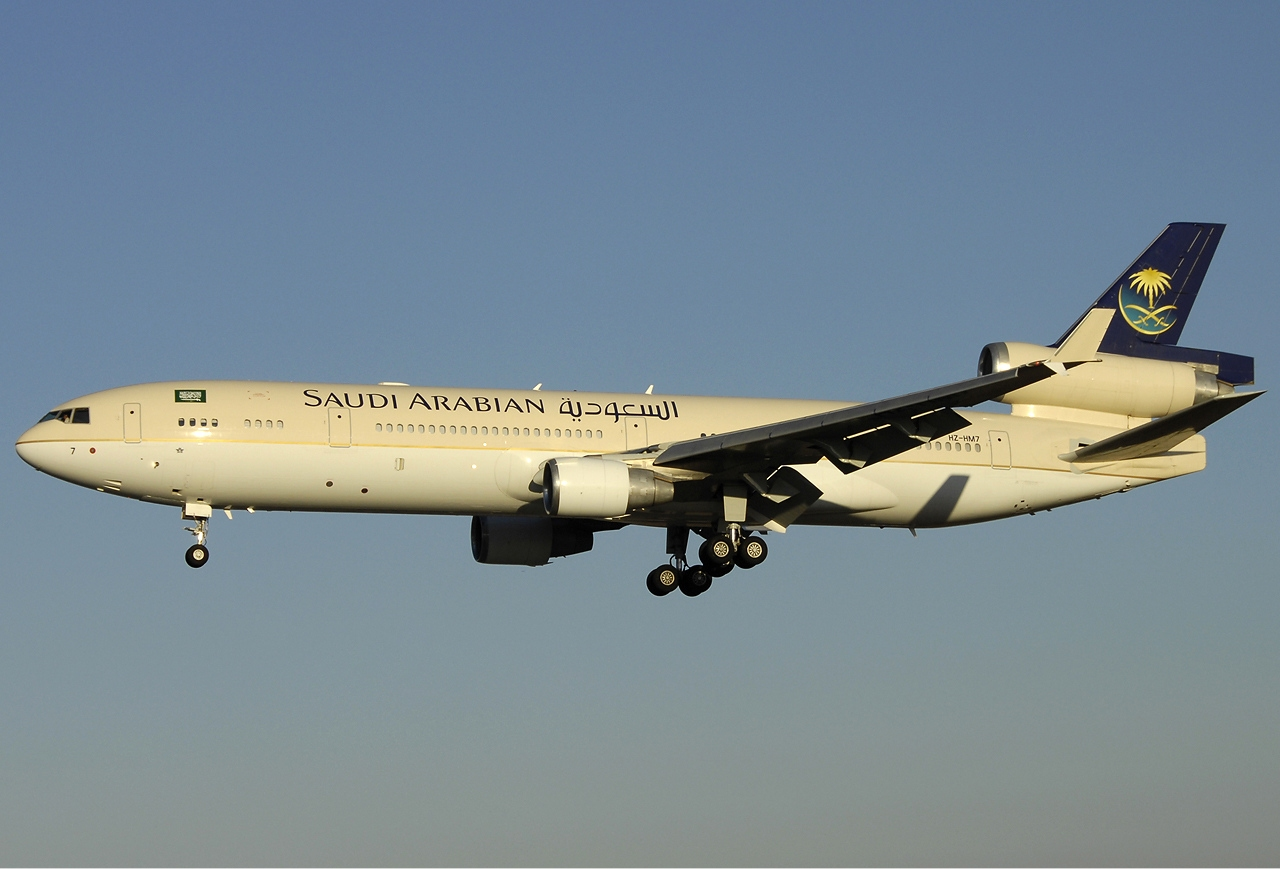
Die einzige McDonnell Douglas MD-11F der Saudi Arabian Royal Flight

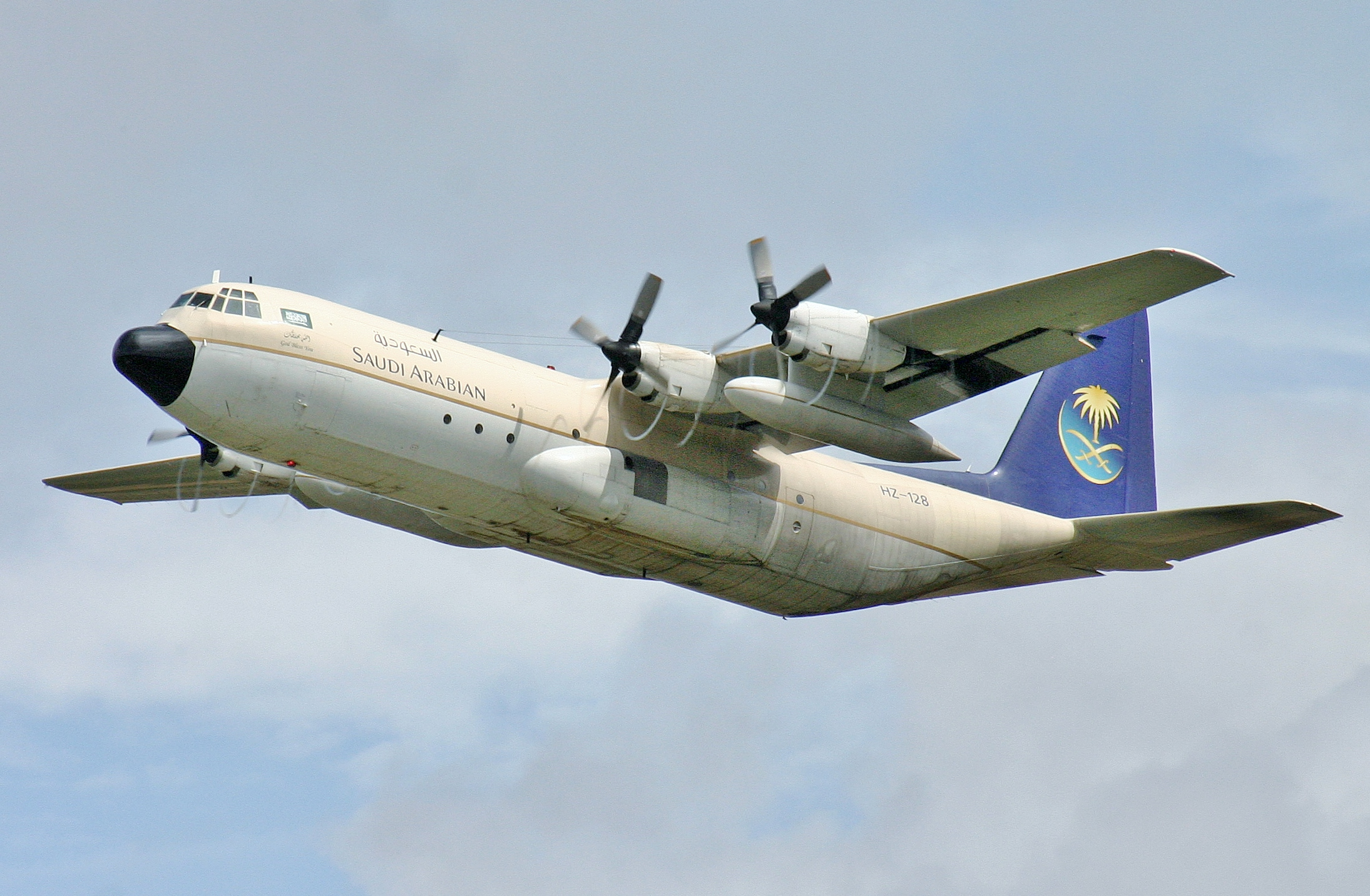
Lockheed L100-30 Hercules der Saudi Arabian Special Flight Services

Für Fracht- und Reiseflüge des Königshauses werden von der Tochtergesellschaft Saudi Arabian Government mit Stand Januar 2023 sieben Flugzeuge mit einem Durchschnittsalter von 20,1 Jahren eingesetzt:
| Flugzeugtyp     | Anzahl | bestellt | Anmerkungen      | Alter      |
| --------------- | ------ | -------- | ---------------- | ---------- |
| Airbus A340-200 | 1      |          |                  | 25,0 Jahre |
| Boeing 747-300  | 1      |          |                  | 39,1 Jahre |
| Boeing 747-400  | 1      |          |                  | 21,9 Jahre |
| Boeing 757-200  | 1      |          | Mobiles Hospital | 28,9 Jahre |
| Boeing 777-300  | 1      |          |                  | 8,0 Jahre  |
| Boeing 787-8    | 2      |          |                  | 8,7 Jahre  |
| Gesamt          | 7      |          |                  | 20,1 Jahre |

#### Saudi Arabian Special Flight Services
Saudia setzt mit ihrer Tochtergesellschaft Saudi Arabian Special Flight Services mit Stand August 2013 zwölf Flugzeuge für die Regierung Saudi-Arabiens ein. Diese haben ebenfalls das aktuelle Erscheinungsbild der Muttergesellschaft.
- 2 Dassault Falcon 900
- 2 Lockheed C-130 (medizinisches Versorgungsflugzeug; betrieben durch das saudi-arabische Militär)
- 2 Gulfstream III
- 6 Gulfstream IV (1 betrieben für das Finanzministerium)

#### Saudi Private Aviation
Unter der Flotte der Saudi Private Aviation sind alle sonstigen Geschäftsreise- und Trainingsflugzeuge zusammengefasst, welche nicht durch die Regierung und das Königshaus Saudi-Arabiens eingesetzt werden. Flugzeuge der Saudi Private Aviation sind nicht in der Bemalung der Muttergesellschaft. Insgesamt besteht die Flotte mit Stand Januar 2023 aus sechs Flugzeugen:
- 6 Hawker 400

### Ehemalige Flugzeugtypen

#### Saudia
In der Vergangenheit setzte das Unternehmen folgende Flugzeugtypen ein:
- Airbus A300B4 und A300B4-600
- Airbus A319-100
- Airbus A330-200

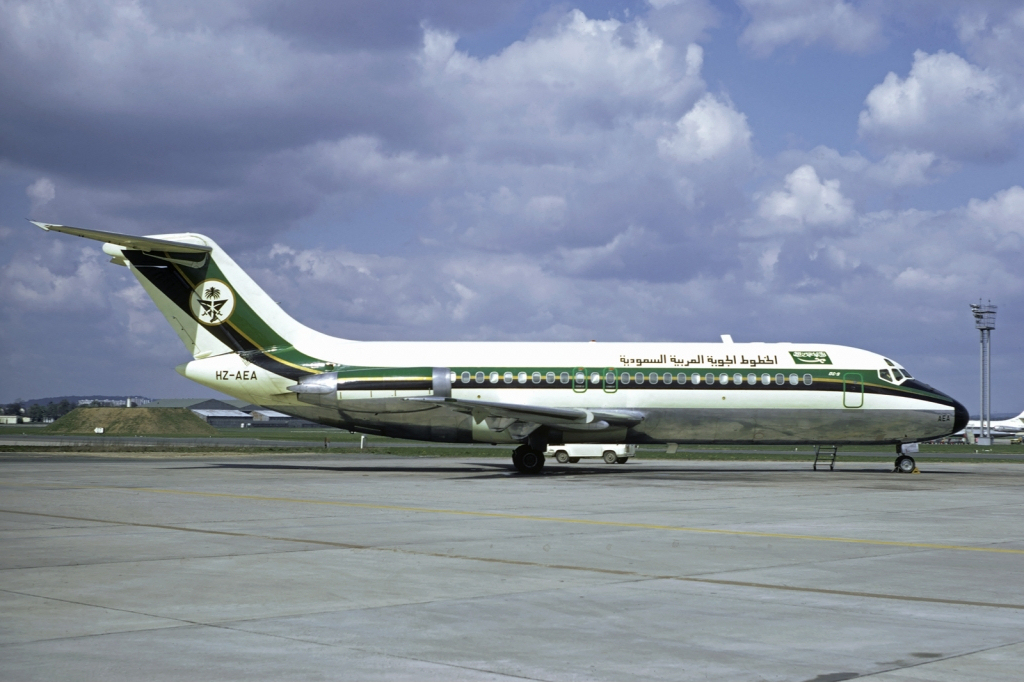
Douglas DC-9 der Saudia

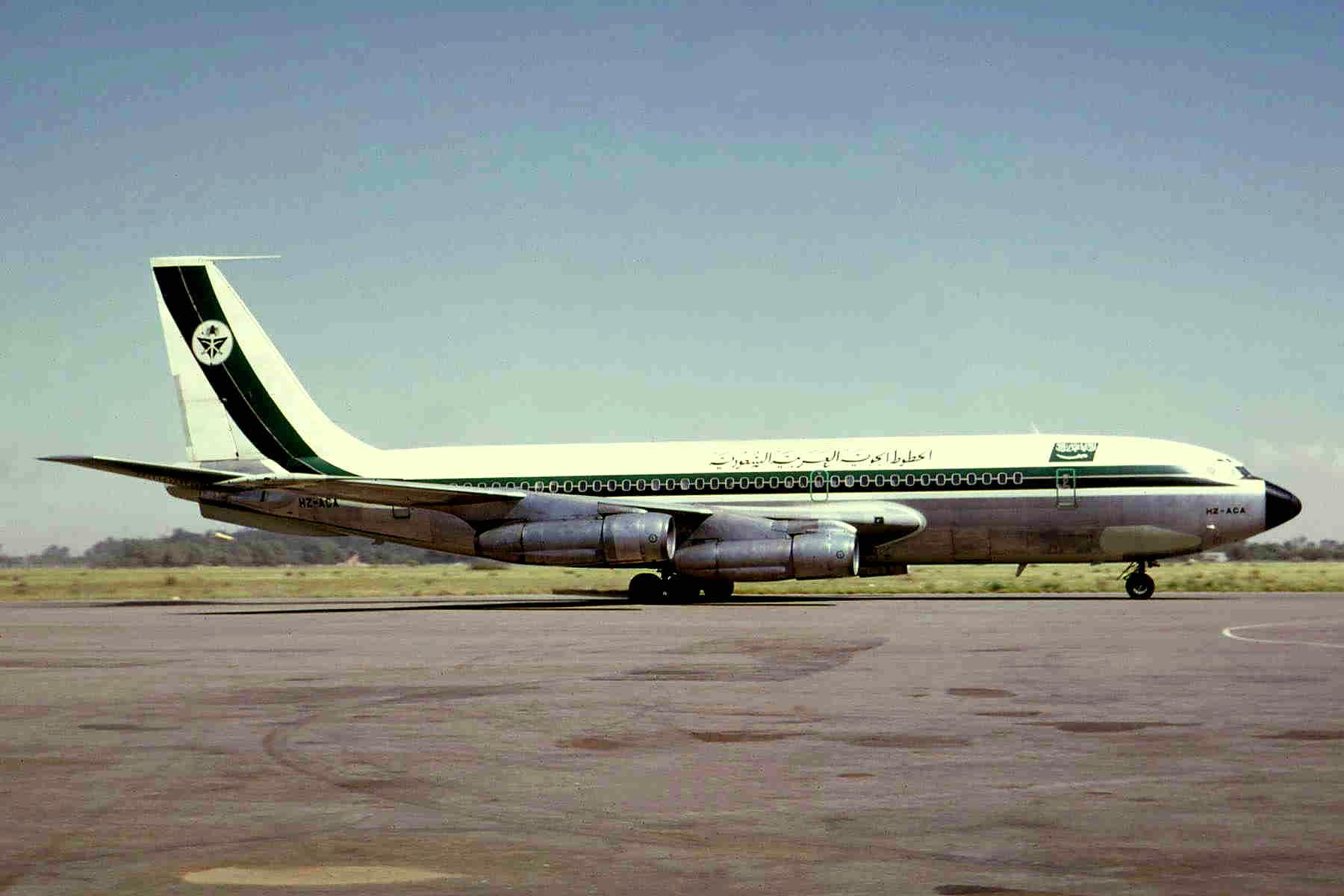
Boeing 720 der Saudia

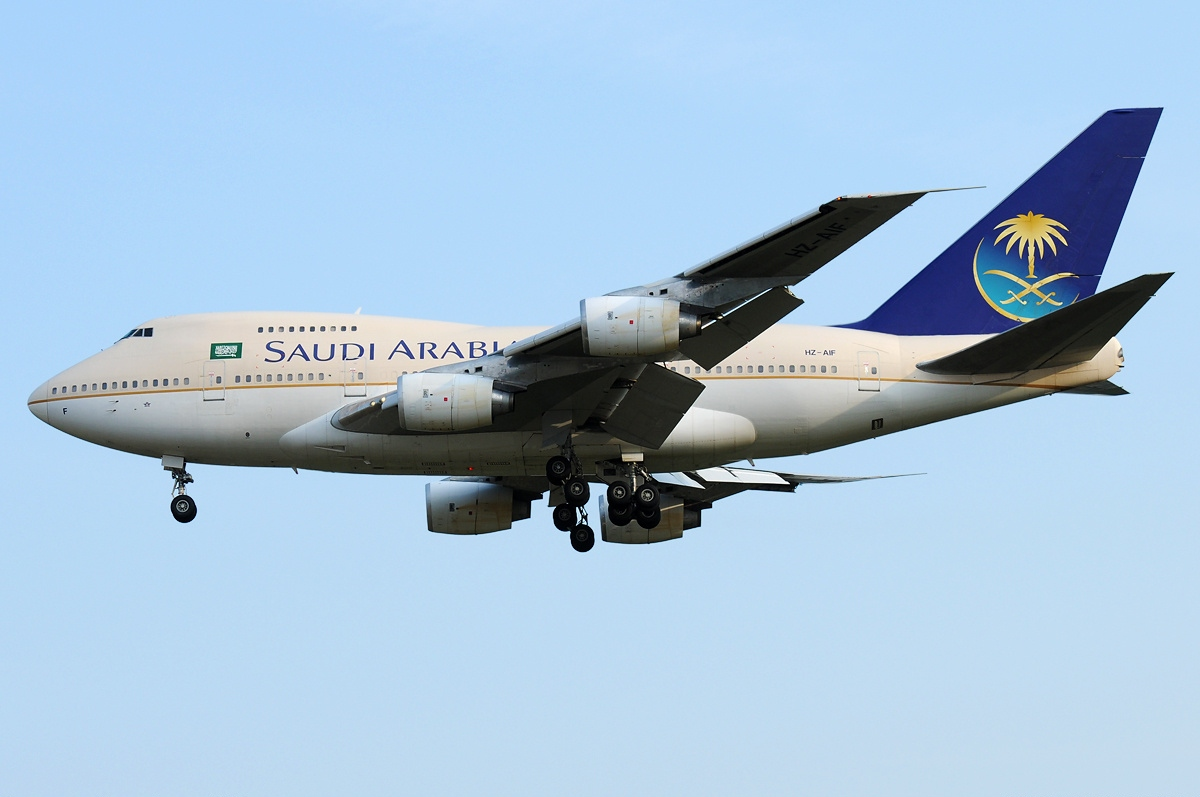
Boeing 747SP der Saudia

- Boeing 707-100 und 707-300 (teilweise von anderen Gesellschaften geleast)
- Boeing 720
- Boeing 737-200
- Boeing 747-100 und 747-200
- Boeing 747-8F
- Boeing 757-200 (von anderen Gesellschaften geleast)
- Boeing 767-300 (von anderen Gesellschaften geleast)
- Bristol 170
- Cessna Citation II
- Convair CV-340
- De Havilland Canada DHC-6-300
- Douglas DC-3
- Douglas DC-4
- Douglas DC-6
- Douglas DC-8-31, DC-8-33, DC-8-52, DC-8-53, DC-8-55, DC-8-61, DC-8-63, DC-8-73 (teilweise von anderen Gesellschaften geleast)
- Douglas DC-9-15
- Embraer 170
- Fokker F-27 (von anderen Gesellschaften geleast)
- Fokker F28 (von anderen Gesellschaften geleast)
- Gulfstream II
- Gulfstream III
- Lockheed Lodestar
- Lockheed L-100 Hercules
- Lockheed L-1011-200
- McDonnell Douglas DC-10-30 (geleast von United Air Carriers)
- McDonnell Douglas MD-11
- McDonnell Douglas MD-90
- Nord 262 (geleast von Cimber Air)

#### Saudi Arabian Government
- Airbus A310-300
- Boeing 707-300
- Boeing 737-200
- Boeing 747-SP
- De Havilland DH.106 Comet 4C
- Douglas C-47
- Douglas DC-8-72

## Zwischenfälle
Von 1946 bis Januar 2022 ereigneten sich bei Saudi Arabian Airlines 25 Totalverluste von Flugzeugen; bei sechs Unfällen kam es zu insgesamt 642 Todesfällen. Auszüge:
- Am 16. Februar 1956 verunglückte eine Douglas DC-3 der Saudi Arabian Airlines (Luftfahrzeugkennzeichen HZ-AAO) beim Start vom Flughafen Nadschran (Saudi-Arabien). Alle Insassen überlebten, aber das Flugzeug wurde irreparabel beschädigt.[24]

- Am 8. Oktober 1957 verunglückte eine Bristol 170 Freighter Mk.21E der Saudi Arabian Airlines (HZ-AAC) bei der Landung auf dem Flughafen Turaif (Saudi-Arabien). Alle Insassen überlebten. Das Flugzeug wurde irreparabel beschädigt; es war 5751 Flugstunden mit 1535 Landungen in Betrieb gewesen.[25][26]

- Am 25. März 1958 brach an einer Bristol 170 Freighter Mk.21E der Saudi Arabian Airlines (HZ-AAB) bei der Landung auf dem Landeplatz Gurayat (Saudi-Arabien) das Fahrwerk zusammen. Alle Insassen überlebten. Das Flugzeug wurde irreparabel beschädigt; es war 6335 Flugstunden mit 1913 Landungen in Betrieb gewesen.[27][28]

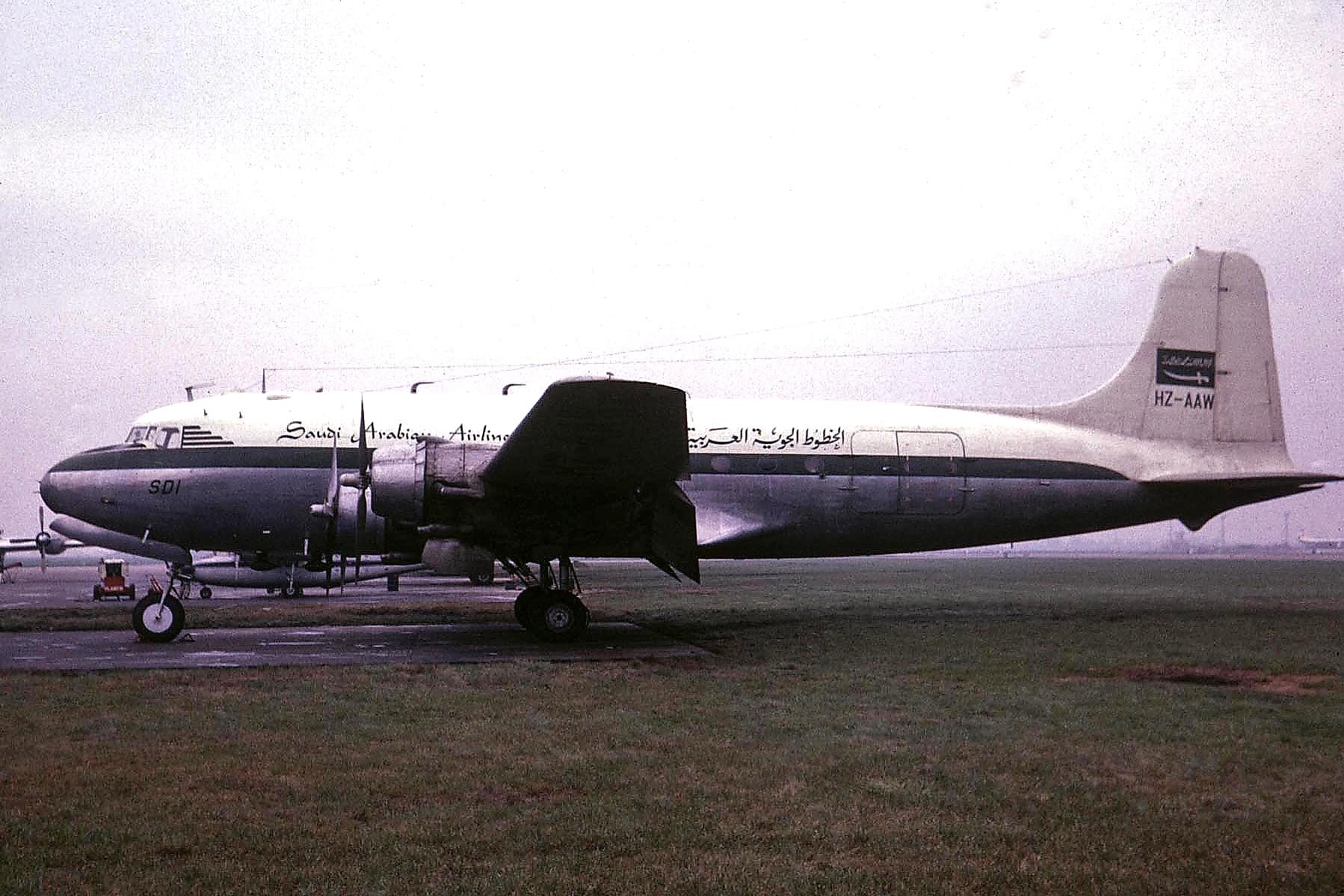
Douglas DC-4 der Saudia, baugleich mit der 1959 abgestürzten Maschine

- Am 25. September 1959 stieg eine Douglas DC-4/C-54A-5-DO der Saudi Arabian Airlines (HZ-AAF) unmittelbar nach dem Abheben vom Flughafen Dschidda (Saudi-Arabien) ungewöhnlich steil nach oben. Die Piloten konnten die Steuersäule nicht nach vorne drücken. Es kam zum Strömungsabriss und steilem Sturz mit fast 90° Längsneigung. Den Piloten gelang es, den Sturz knapp über dem Erdboden abzufangen, jedoch stieg die Maschine erneut steil. Letztlich konnten die Piloten das fast unkontrollierbare Flugzeug mit einer Bauchlandung außerhalb des Flughafens zu Boden zu bringen. Grund für den Unfall war die Tatsache, dass der Mechaniker die Ruderverriegelung des Höhenruder nicht vollständig gelöst und der Kapitän dies auch nicht überprüft hatte. Alle 72 Insassen überlebten die Bruchlandung. Das Flugzeug wurde irreparabel beschädigt.[29]

- Am 13. Juni 1964 stürzte eine Douglas DC-3/C-47A-20-DK der Saudi Arabian Airlines (HZ-AAN) auf einem Trainingsflug etwa 100 Kilometer südlich vom Startflughafen Dschidda (Saudi-Arabien) ins Rote Meer. Beide Piloten, die einzigen Insassen, kamen ums Leben.[30]

- Am 11. Juni 1967 wurde eine Douglas DC-3/C-47B-15-DK der Saudi Arabian Airlines (HZ-AAJ) auf dem Flughafen Dschidda (Saudi-Arabien) irreparabel beschädigt. Nähere Umstände sind nicht bekannt. Alle Insassen überlebten.[31]

- Am 24. Juni 1967 verunglückte eine Douglas DC-3/C-47 der Saudi Arabian Airlines (HZ-AAM) auf dem Flug vom Flughafen Nadschran zum Flughafen Dschidda (beide in Saudi-Arabien). Von den 17 Insassen kamen 16 ums Leben, alle drei Besatzungsmitglieder und 13 Passagiere.[32]

- Am 9. Februar 1968 kam es mit einer Douglas DC-3/C-47-DL der Saudi Arabian Airlines (HZ-AAE) auf einem Flug in Saudi-Arabien zu einem Totalschaden. Nähere Umstände sind nicht bekannt.[33]

- Am 8. Juli 1968 stürzte eine Convair CV-340 der Saudi Arabian Airlines (HZ-AAZ) beim Durchstarten 5 Kilometer südlich des Internationalen Flughafens Dhahran (Saudi-Arabien) nach dem dritten vergeblichen Landeversuch in einem Staubsturm ab. Alle 11 Insassen, die drei Besatzungsmitglieder und 8 Passagiere, kamen ums Leben.[34][35]

- Im Jahr 1969 (genaues Datum unbekannt) verunglückte eine Douglas DC-3/C-47B-35-DK der Saudi Arabian Airlines (HZ-AAR) in Saudi-Arabien. Dabei wurde das Flugzeug irreparabel beschädigt. Weitere Einzelheiten sind nicht bekannt.[36]

- Am 7. Januar 1972 fiel bei einer Convair CV-340 der Saudi Arabian Airlines (HZ-AAU) nach dem Start vom Flughafen Dschidda (Saudi-Arabien) das Triebwerk Nr. 2 (rechts) aus. Nach der Rückkehr zum Startflughafen geriet das Flugzeug bei der Notlandung durch den einseitigen Umkehrschub und Hydraulikausfall von der Landebahn ab und kollidierte mit einem Asphalthügel, woraufhin das Bugfahrwerk zusammenbrach. Alle 15 Insassen überlebten den Totalschaden der Maschine.[37][38]

- Am 4. Februar 1972 brach bei einer Convair CV-340 der Saudi Arabian Airlines (HZ-AAT) bei der Landung auf der Autobahn in der Nähe des Flughafens Sanaa (Nordjemen) das Fahrwerk zusammen. Das Flugzeug wurde irreparabel beschädigt. Alle Insassen überlebten.[39][40]

- Am 10. Juli 1972 verunglückte am Flughafen Tabuk (Saudi-Arabien) eine Douglas DC-3/C-47B-30-DK der Saudi Arabian Airlines (HZ-AAK). Alle Insassen überlebten. Das Flugzeug wurde irreparabel beschädigt.[41]

- Am 2. Januar 1976 musste eine McDonnell Douglas DC-10-30CF der US-amerikanischen Overseas National Airways (N1031F) nach einem Unfall auf dem Flughafen Istanbul-Yeşilköy als Totalverlust abgeschrieben werden. Das Flugzeug, das als Ersatz für die zuvor verunglückte Maschine für Saudi Arabian Airlines zum Einsatz kam, sollte Haddsch-Pilger zurück nach Ankara bringen, musste aber wetterbedingt nach Istanbul ausweichen. Dort führten die Piloten den Anflug zu niedrig durch. Die Maschine schlug kurz vor der Landebahnschwelle auf. An Bord befanden sich 364 Passagiere und 13 Besatzungsmitglieder. Alle Insassen überlebten, lediglich ein Besatzungsmitglied wurde verletzt.[42]

- Am 3. März 1978 wurde eine Fairchild F-27F der  US-amerikanischen Hughes Airwest, betrieben für Saudi Arabian Airlines (N747L), auf dem Flughafen Dschidda (Saudi-Arabien) irreparabel beschädigt, als das Fahrwerk zusammenbrach. Alle Insassen überlebten.[43]

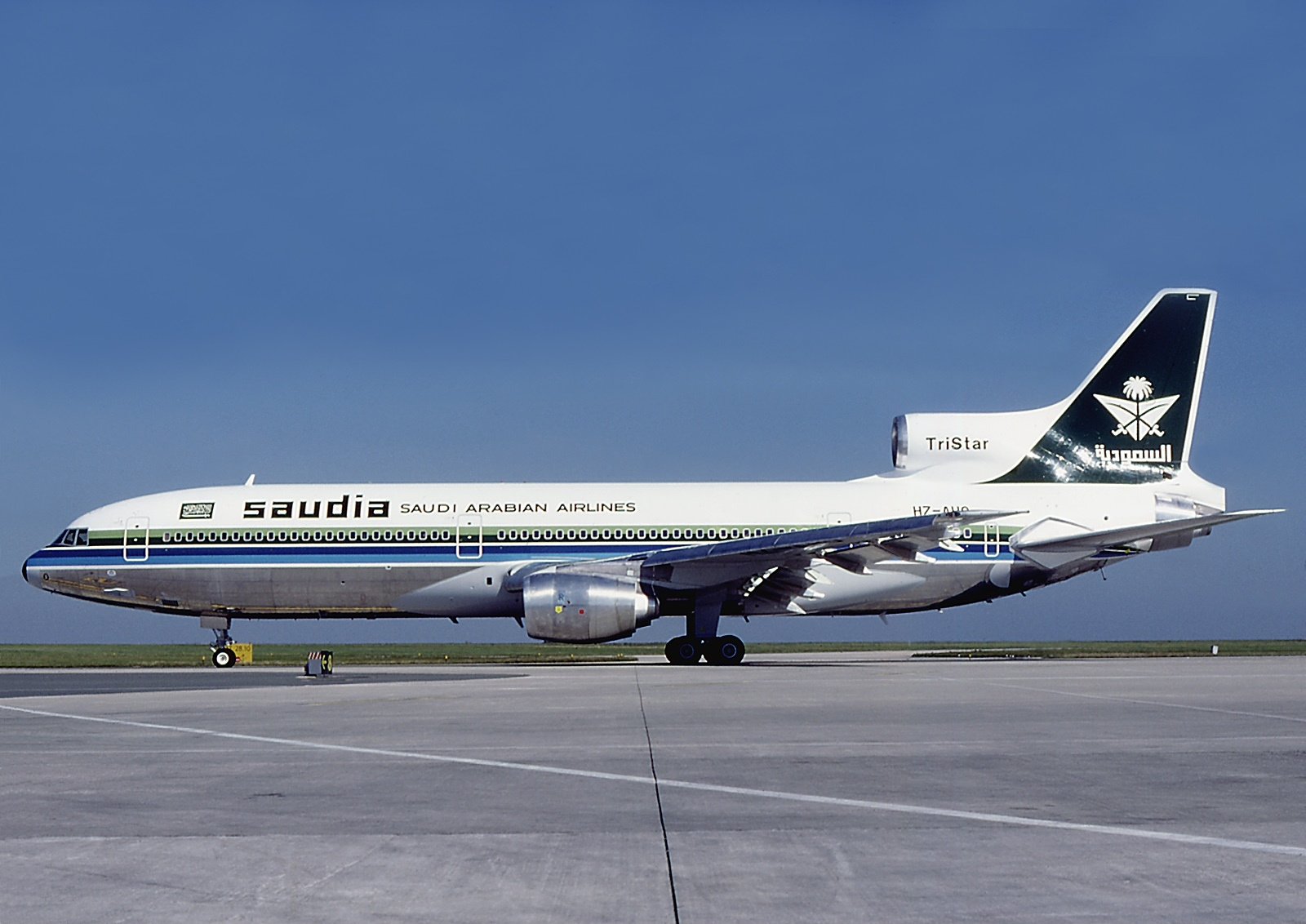
Lockheed L-1011 TriStar der Saudia, baugleich mit den beiden 1980 verunfallten Maschinen

- Am 19. August 1980 brach aus unbekannter Ursache ein Feuer im hinteren Frachtraum C3 einer Lockheed L-1011-200 TriStar (HZ-AHK) aus, die sieben Minuten zuvor vom Flughafen Riad (alt) gestartet war. Während die Maschine nach Riad umkehrte, drang Rauch in die Passagierkabine ein. Kurze Zeit später sprang das Feuer auf den hinteren Teil des Passagierdecks über. Die Piloten konnten das Flugzeug zwar sicher in Riad landen, leiteten aber keine sofortige Evakuierung ein. Nach dem Aufsetzen rollte die Maschine fast drei Minuten lang weiter und kam schließlich auf einem Taxiway zum Stillstand. Die Besatzung teilte dem Tower nun mit, dass man die Triebwerke abstellen und mit der Evakuierung beginnen werde. Es vergingen weitere drei Minuten, bis die Piloten die Triebwerke abstellten. Eine Evakuierung konnte nicht mehr durchgeführt werden, da vermutlich zu diesem Zeitpunkt alle Kabineninsassen durch Rauchgase und Sauerstoffmangel handlungsunfähig oder bereits tot waren. Den Rettungsmannschaften gelang es erst 23 Minuten später eine Tür von außen zu öffnen und ins Innere vorzudringen. Infolge der plötzlichen Sauerstoffzufuhr breitete sich das Feuer schlagartig aus und zerstörte den Rumpf. Alle 301 Personen an Bord (287 Fluggäste und 14 Besatzungsmitglieder) kamen ums Leben (siehe auch Saudia-Flug 163).[44]

- Am 23. Dezember 1980, nur vier Monate später, kam es über dem Persischen Golf auf einer anderen Lockheed L-1011-200 TriStar (HZ-AHJ) zu einem weiteren tödlichen Zwischenfall. Durch einen geplatzten Reifen kam es zu einer Explosion während des Steigfluges, wodurch ein etwa 100 × 45 cm großes Loch in den Kabinenboden gerissen wurde. Neben einigen Verletzten im Flugzeug wurden ein 14-jähriges Mädchen und ein eineinhalb Jahre alter Junge, deren Leichname nicht geborgen werden konnten, durch das Loch aus dem Flugzeug gesaugt. Nach dem Unfall wurde das schwer beschädigte Flugzeug repariert (siehe auch Saudia-Flug 162).[45]

- Am 12. November 1996 stieß eine Iljuschin Il-76TD der Air Kazakhstan (UN-76435) abends mit einer Boeing 747-168B der Saudi Arabian Airlines (HZ-AIH) über dem Dorf Charkhi Dadri, Haryana (Indien) frontal zusammen, so dass beide auf ein Feld abstürzten. Dabei starben alle 349 Insassen der beiden Flugzeuge (312 in der B747, 37 in der IL-76). Grund war menschliches Versagen seitens der Air Kazakhstan-Piloten, welche die Anweisungen und Warnungen der örtlichen Flugsicherung, die üblicherweise in Englisch erfolgen, aufgrund ungenügender Sprachfertigkeit nicht ausreichend verstanden. Dies war bis heute (Stand 13. November 2014) die folgenschwerste Kollision in der Luft und der drittschwerste nicht durch Terrorismus verursachte Flugunfall (siehe auch Flugzeugkollision von Charkhi Dadri).[46][47]

- Am 17. Juli 2010 zerlegte sich bei einer Boeing 747-306M der Saudi Arabian Airlines, gemietet von der thailändischen Phuket Airlines (HS-VAC), beim Start vom Flughafen Kairo-International (Ägypten) das Triebwerk Nr. 4 (rechts außen). Alle 22 Besatzungsmitglieder, die einzigen Insassen des Positionierungsfluges, blieben unverletzt. Das Flugzeug wurde irreparabel beschädigt.[48]
- Am 15. April 2023 wurde ein Airbus A330-343 Regional (HZ-AQ30) von Saudia durch Kampfhandlungen zwischen der Sudanesischen Armee und der paramilitärischen Rapid Support Forces am Flughafen Khartum im Sudan zerstört.[49]

## Kritik
Personen, die ausschließlich einen israelischen Pass haben, können bei Saudia keine Flüge buchen. Diese Vorgehensweise wurde durch den amerikanischen ehemaligen Bürgerbeauftragten und damaligen Bürgermeister der Stadt New York, Bill de Blasio, öffentlich gemacht und kritisiert. Da Saudia Flüge zum New Yorker Flughafen John F. Kennedy International Airport durchführt, verstößt sie damit gegen geltendes US-amerikanisches Recht. Dieses verbietet Diskriminierung gegenüber Passagieren wegen Herkunft, Religion, Heimatland, Hautfarbe oder Geschlecht. Für israelische Staatsbürger würde diese Praxis bei der Einreise nach Saudi-Arabien zu Problemen führen. Saudia rechtfertigt diese Vorgehensweise mit der fehlenden politischen Beziehung zwischen Israel und Saudi-Arabien.